# Народно-демократическая партия (Пуэрто-Рико)
Народно-демократическая партия (исп. Partido Popular Democrático, PPD; англ. Popular Democratic Party) — левоцентристская социально-либеральная партия, выступающая за сохранение нынешнего политического статуса Пуэрто-Рико как «неинкорпорированной организованной территории» США с широкой автономией. Партия была основана 22 июля 1938 года в результате раскола Либеральной и Юнионистской партий. Первоначально позиционировалась как левоцентристская в идеологическом спектре, но в настоящее время её лидеры характеризуют партию как центристскую.
НДП наряду со своими главными оппонентами из правоцентристской Новой прогрессивной партии, выступающей за присоединение Пуэрто-Рико к США в качестве 51-го штата, является одной из двух основных партий страны, в частности, её представители занимают места губернатора, президента Сената и спикера Палаты представителей, а также более половины мест мэров муниципалитетов. Партия в настоящее время имеет большинство в обеих палатах Законодательного собрания Пуэрто-Рико.
Большая часть членов НДП, обычно называемых «популары» (исп. populares), аффилированны с Демократической партией Соединённых Штатов.

## История

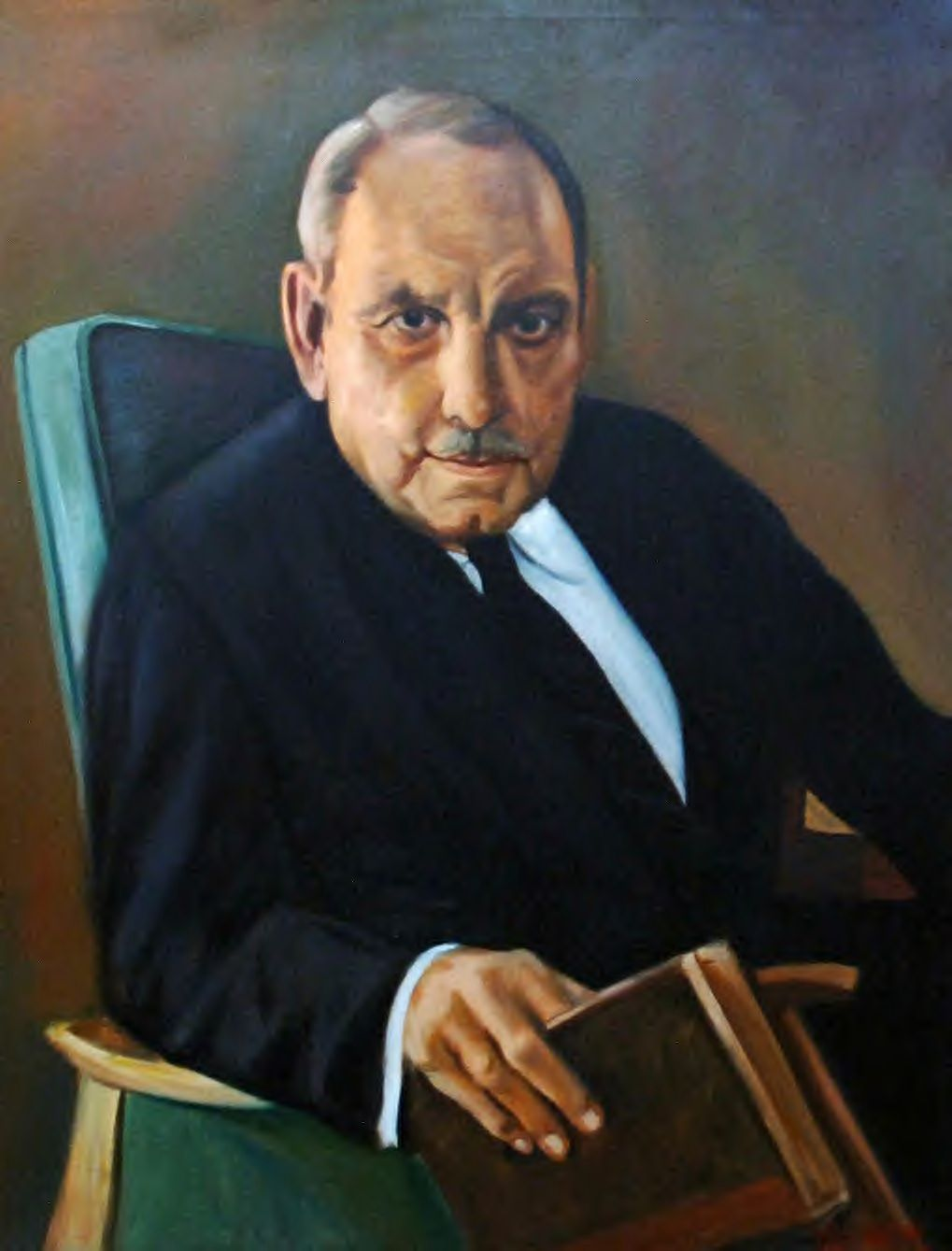
Портрет Луиса Муньоса Марина в бытность президентом Сената (1940—1948)

В 1937 году дискуссия внутри Либеральной партии Пуэрто-Рико между умеренным большинством, возглавляемым Антонио Рафаэлем Барсело и выступающим за автономию и постепенный переход к независимости, и радикальным меньшинством во главе с Луисом Муньосом Марином, стремящимся к немедленной независимости и социальным реформам, раскололи партию, являвшуюся на тот момент ведущей оппозиционной силой на острове. В результате лидеры внутрипартийной оппозиции были исключены и 22 июля 1938 года вместе с группой радикального крыла юнионистов основали новую организацию, названную Народно-демократическая партия.

### Эра Муньоса
В 1940 году губернатор острова назначался президентом США и самым высоким выборным политическим постом в Пуэрто-Рико была должность президента Сената. Выборы 1940 года, первые для популаров, закончились фактически их победой. Лидер НДП Луис Муньос Марин, заручившись поддержкой малых партий, сумел добиться своего избрания на пост президента Сената. Следующие выборы, 1944 и 1948 годов, укрепили положение партии, которая смогла занять почти все законодательные должности и посты мэров. Но самое главное, 2 ноября 1948 года прошли первые в истории Пуэрто-Рико демократические выборы губернатора, на которых уверенную победу одержал, набрав 61,2 % голосов, лидер НДП Муньос, став первым избранным губернатором острова.
В 1940-х годах Народно-демократическая партия пережила значительную трансформацию своих взглядов на политический статус Пуэрто-Рико. Если первоначально создатели партии ориентировались на борьбу за немедленное освобождение острова от американского владычества, то позже перешли на позиции автономизма. Вчерашние союзники из числа националистов-сепаратистов стали для популаров врагами. Весной 1948 года партия добилась принятия закона № 53 (исп. Ley 53), также известного как «Закон-кляп» (исп. Ley de la Mordaza). Этот закон под предлогом защиты от намерений парализовать или уничтожить островное правительство жёстко ограничивал деятельность сепаратистов и привёл к тому, что многие националисты были осуждены.
В 1948 году власти США начинают осуществлять операцию «Начальная загрузка» (англ. Operation Bootstrap), ряд проектов, которые должны были преобразовать отсталую аграрную экономику Пуэрто-Рико, базирующуюся в основном на выращивании сахарного тростника и производстве сахара-сырца, в современную индустриальную. Ответственным за проект губернатор Муньос назначил пуэрто-риканского бизнесмена Теодоро Москосо. Результатами стали значительный рост промышленного производства, повлёкший за собой изменения в структуре занятости. Если в 1940-х годах в сельском хозяйстве и рыболовстве было занято 230 000 пуэрто-риканцев, то в 1970-х таковых осталось 68 000. За этот же период число занятых в промышленности выросло с 56 000 до 132 000 человек. Помимо промышленности большое внимание уделялось и развитию туризма. Структурные изменения в экономике острова привели к росту уровня заработной платы, что ослабило конкурентные преимущества Пуэрто-Рико по сравнению с континентальной частью США и в свою очередь вызвали экономические сложности, в том числе рост безработицы.
В 1952 году Муньос Марин форсировал разработку конституции, чтобы создать Содружество Пуэрто-Рико, свободно присоединившееся к США государство. Конституция была принята законодательным органом и 3 марта одобрена на референдуме подавляющим большинством в 82 % голосов. 25 июля 1952 года новая конституция вступила в силу.
В 1950-х годах Муньос Марин трижды переизбирался губернатором Пуэрто-Рико, в общей сложности занимая этот пост четыре полных 4-летних срока или 16 лет, дольше чем любой другой губернатор острова с момента его колонизации Испанией. 4 ноября того же года Луис Муньос Марин уверенно добился переизбрания на посту губернатора Пуэрто-Рико, получив 64,9 %. 6 ноября 1956 года Муньос, набрав 62,5 % голосов, в третий раз подряд избирается губернатором, а 8 ноября 1960 года выигрывает четвёртые подряд выборы, сумев привлечь на свою сторону голоса 58,2 % избирателей.

### 1960-е

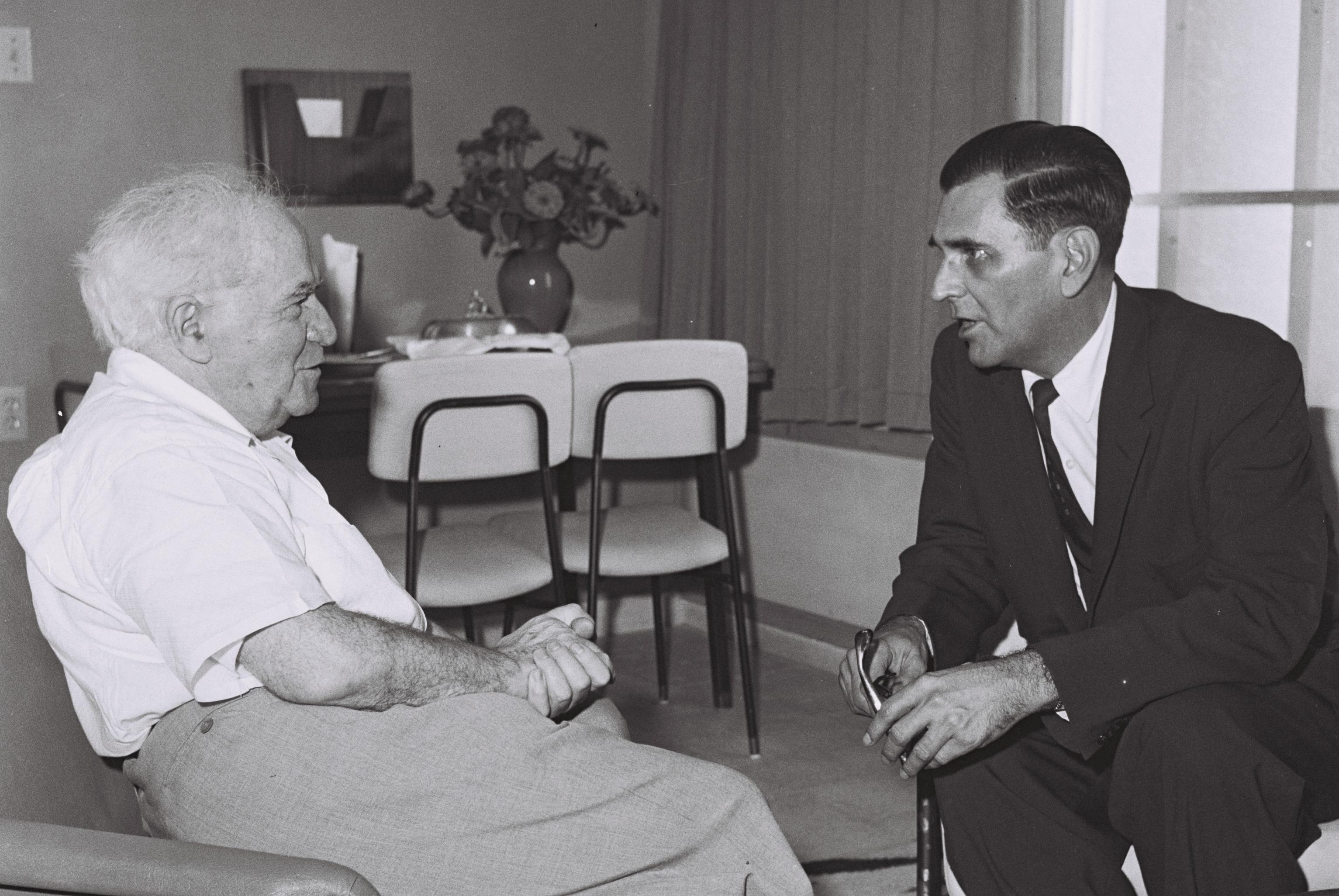
Роберто Санчес Вилелья, губернатор Пуэрто-Рико (справа) беседует с Давидом Бен-Гурионом во время визита в Израиль в 1958

3 ноября 1964 года вторым демократически избранным губернатором Пуэрто-Рико избирается Роберто Санчес Вилелья, 1-й государственный секретарь Пуэрто-Рико (1953—1965). За его кандидатуру проголосовали 59,2 % избирателей. Впрочем, даже покинув пост губернатора, Муньос остался одним из самых влиятельных политиков острова. 23 июля 1967 года состоялся референдум о статусе Пуэрто-Рико. На нём 60,4 % пришедших на голосование высказалось в поддержку идеи содружества, то есть за сохранение статуса острова как свободно приосединившегося государства. Главный соперник популаров, Государственно-республиканская партия, выступавшая за присоединение к США на правах штата, бойкотировала референдум. Это вызвало в неё раскол и привело к образованию Новой прогрессивной партии. Первые же выборы принесли новой партии победу. В ноябре 1968 года губернатором Пуэрто-Рико был выбран лидер прогрессистов Луис Ферре, получив 43,6 % голосов избирателей. Это было первое поражение популаров на губернаторских выборах. В то же время Народно-демократическая партия смогла сохранить за собою большинство в обеих палатах Законодательной ассамблеи острова.
Во многом победа прогрессистов была обусловлена расколом внутри популаров. Личные и непримиримые разногласия между президентом Народно-демократической партии и губернатором привели к тому, что Муньос блокировал попытку Санчеса Вилельи баллотироваться на второй срок. В результате кандидатом от популаров на пост губернатора стал ставленник Муньоса юрист и сенатор Луис Негрон Лопес. Санчес Вилелья покинул НДП и создал Народную партию (исп. Partido del Pueblo), избрав ей девизом фразу «Пусть люди решают» (исп. Que el pueblo decida), явно направленную против Муньоса. В результате Санчес Вилелья и Негрон Лопес поделили голоса избирателей, позволив Луису Ферре стать первым губернатором не из НДП. После поражения на выборах 1968 года, Муньос Марин покинул остров и отправился в добровольное «изгнание» в Италию, чтобы держаться подальше от местной политики и дать возможность однопартийцам выбрать для себя нового лидера и новое направление без его вмешательства.

### Эра Эрнандеса

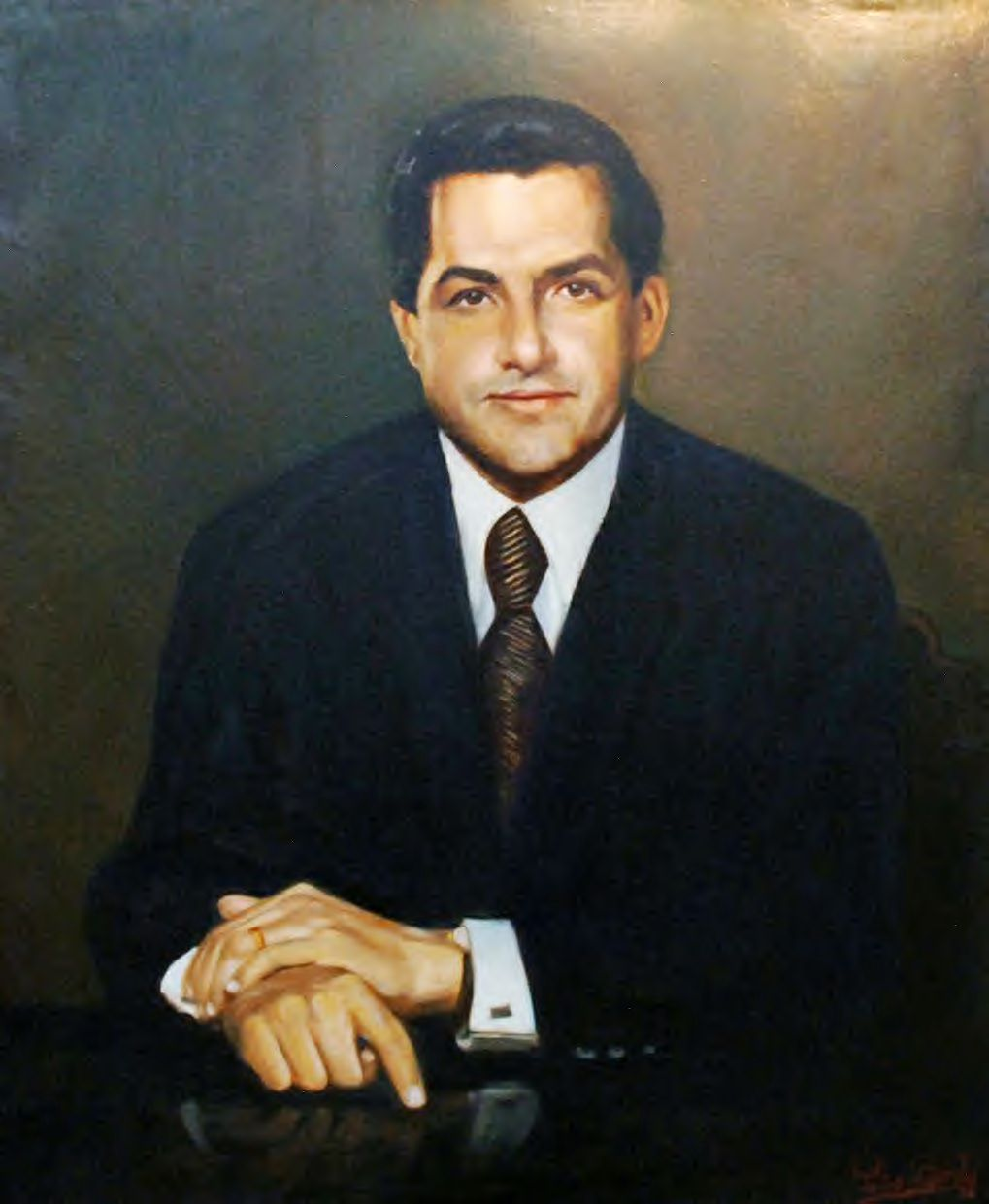
Портрет Рафаэля Эрнандеса Колона, губернатора Пуэрто-Рико в 1973—1977 и 1985—1993 годах

В 1972 году партию возглавил юрист и политолог Рафаэль Эрнандес Колон, в 1968 году ставший 6-м президентом Сената. После избрания нового лидера НДП Муньос Марин вернулся на Пуэрто-Рико, чтобы помочь молодому 36-летнему политику вести предвыборную кампанию. Луис Ферре почти повторил свой результат предыдущих выборов, набрав 43,4 %, но теперь этого не хватило для победы. Четвёртым по счёту губернатором стал Эрнандес Колон, за которого отдали свои голоса 50,7 % избирателей. Выборы 1976 года проходили в условиях острой борьбы между действующим губернатором-популаром и новым лидером прогрессистов Карлосом Ромеро Барсело. В итоге Эрнандес Колон проиграл, сумев заручиться поддержкой только 45,3 % избирателей, в то время как его соперник набрал 48,3 %. На выборах в Законодательную ассамблею популары и вовсе потерпели сокрушительное поражение, впервые в своей истории уступив большинство в обеих палатах.
В 1980 году Эрнандес Колон вновь был выдвинут кандидатом в губернаторы от НДП. Теперь уже ему предстояло выступать против действующего губернатора как лидеру оппозиции. Выборы 1980 года сопровождались скандалом. Представители Народно-демократической партии заявили, что в ходе подсчёта голосов были допущены нарушения. Эрнандес Колон призвал своих сторонников бороться до конца. В итоге после пересчёта голосов Ромеро Барсело всё таки победил с преимуществом в 3037 голосов (~0,2 %). Проиграли популары и выборы комиссара-резидента, зато смогли завоевать большинство в обеих палатах Законодательной ассамблеи.
Второе подряд поражение не помешало Эрнандесу Колону сохранить за собой лидерство в партии. В 1984 году он всё же добивается избрания губернатором, с третьей попытки победив своего давнего политического соперника Ромеро Барсело. Второй срок Эрнандеса Колона был отмечен его успешной борьбой за сохранение в силе федерального закона № 936, устанавливающего в целях поощрения создания новых предприятий налоговые льготы для американских компаний, работающих в Пуэрто-Рико.
В 1988 году Эрнандес Колон в третий раз побеждает на выборах губернатора, опередив мэра Сан-Хуана Бальтасара Коррада дель Рио. Оба кандидата впервые в истории пуэрто-риканских выборов провели друг с другом официальные дебаты. В том же году мэром столицы Пуэрто-Рико был избран Эктор Луис Асеведо, обогнав кандидата от прогрессистов всего на 49 голосов.
В том же 1988 году НДП покинул мэр Кабо-Рохо Сантос Ортис, также известный как «Эль-Негро». На пост главы муниципалитета он баллотировался в качестве независимого кандидата, став первым человеком, занявшим выборную должность не будучи при этом связан с любой из трёх основных партий Пуэрто-Рико.

### 1990-е
В 1992 году, после того, как Эрнандес Колон решил не баллотироваться на пост губернатора, кандидатом НДП была избрана Виктория Муньос Мендоса, дочь Луиса Муньоса Марина, став первой женщиной в истории Пуэрто-Рико, которая баллотировалась на пост губернатора. Но в итоге на выборах победил кандидат прогрессистов, детский хирург Педро Россельо, четырьмя годами ранее проигравший кампанию в Ассамблею.
В 1990-х годах Новая прогрессивная партия провела две кампании по присоединению Пуэрто-Рико к США, обе завершились консультативными референдумами о статусе острова. Первый из них состоялся 14 ноября 1993 года. В то время как прогрессисты убеждали избирателей голосовать за присоединение к Соединённым Штатам, популары вели агитацию за сохранение статус-кво. В итоге 48,6 % принявших участие в голосовании высказались в пользу сохранение содружества и 46,3 % за статус 51-го штата.

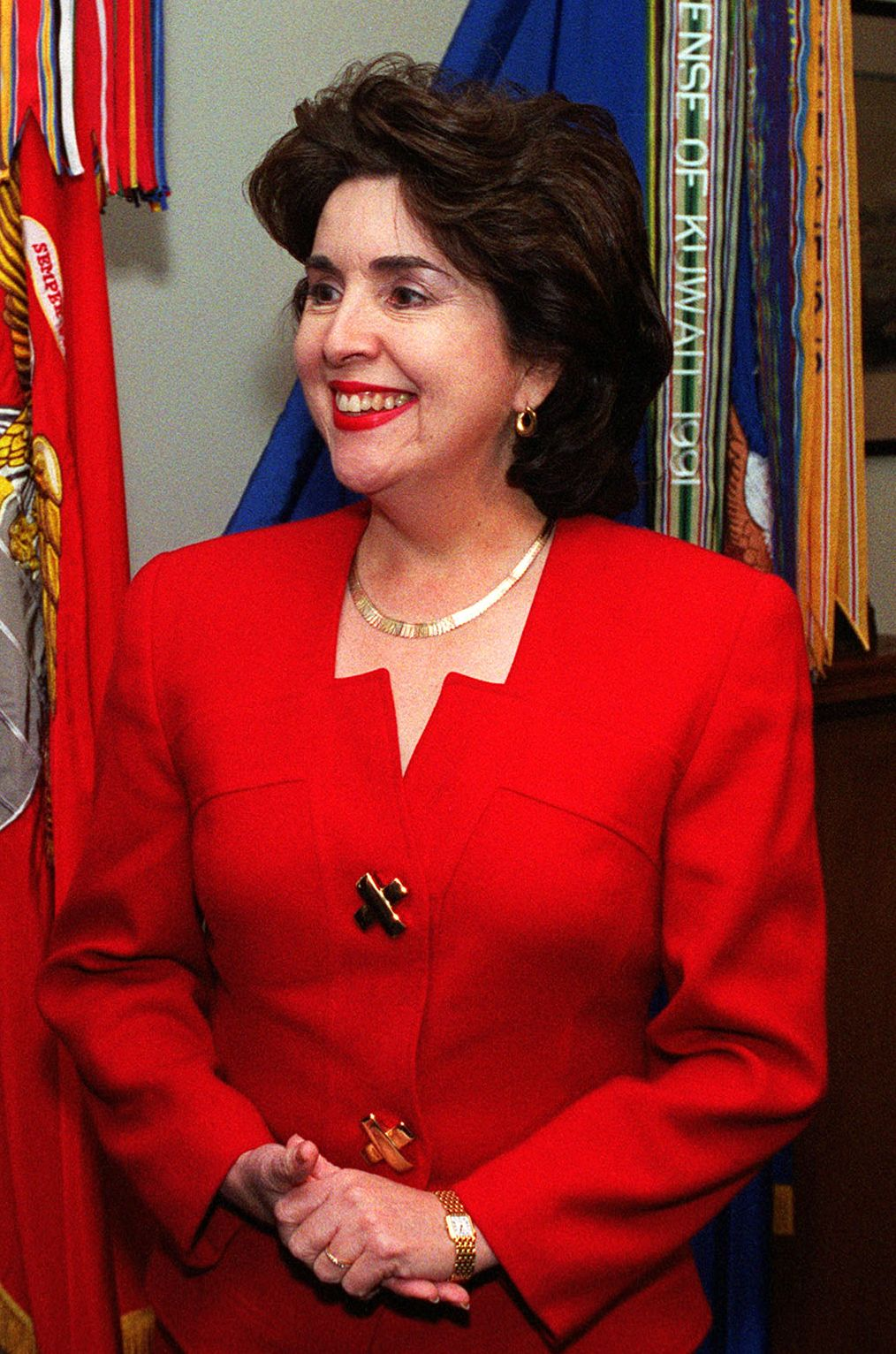
Сила Мария Кальдерон, губернатор Пуэрто-Рико (2001—2005)

В 1996 году мэр Сан-Хуана Эктор Луис Асеведо баллотировался на пост губернатора от НДП, но проиграл Росельо. Зато в том же году партия выиграла выборы мэра Сан-Хуана со своим кандидатом Сила Марией Кальдерон, бизнесвумен и филантроп.
В 1998 году губернатор Педро Росельо провёл второй не обязывающий плебисцит о политическом статусе, в ходе которого избиратели должны были выбрать один из четырёх вариантов политического статуса (штат США, свободная ассоциация, содружество или независимость) либо проголосовать «Ничего из вышеперечисленного». Народно-демократическая партия вела кампанию за бойкот плебисцита, призывая избирателей голосовать за пятый вариант. Бойкот был успешным, как ответ «Ничего из вышеперечисленного» набрал 50,5 % голосов.
В 2000 году предвыборные опросы вначале показывали значительное отставание кандидата Народно-демократической партии Сила Марии Кальдерон от соперника-прогрессиста, министра транспорта Карлоса Игнасио Пескеры. Но по мере того как выборы близились, Кальдерон смогла догнать Пескеру, сделав ставку в своей кампании на обвинениях в коррупции во время правления Россельо. На рейтингах прогрессистов сказалось и выступление исполняющего обязанности окружного прокурора Гильермо Хила, в июне 2000 года (за три месяца до выборов в ноябре того же года), заявившего, что «коррупция имеет имя, и это имя Новая прогрессивная партия». Позднее, это и другие действия Хила стали предметом ряда этических жалоб в Департамент юстиции США со стороны руководителей партии. Неудивительно, что в такой обстановке Новая прогрессивная партия вчистую проиграла выборы 2000 года, уступив народным демократам посты губернатора и комиссара-резидента, а также большинство в обеих палатах Законодательной ассамблеи.

### 2000-е
После того, как Сила Мария Кальдерон объявила, что не будет добиваться переизбрания губернатором в 2004 году, кандидатом Народно-демократической партии стал Анибаль Асеведо Вила, бывший президент партии, а в 2000 году избранный комиссаром-резидентом. В упорной борьбе Асеведо Вила одержал победу на выборах против бывшего губернатора Педро Россельо, опередив его на 3566 голосов (~02 %), став пятым губернатором от Народной демократической партии.
27 марта 2008 года губернатору Асеведо Вила было предъявлено обвинение сразу по 19 уголовным статьям, связанных с финансированием предвыборных кампаний в период с 1999 по 2004 год, в том числе сговоре с целью нарушения федеральных законов о политических кампаниях, мошенничестве и незаконном использовании средств собранных для кампании в личных целях. Тем не менее, 15 из этих обвинений были отклонены пересмотру судьёй. 20 марта 2009 года федеральное большое жюри решило, что у обвинения нет достаточных оснований по остальным обвинениям и Асеведо Вила был освобождён.
В ноябре 2008 года Асеведо Вила пытался переизбраться, но потерпел поражение от прогрессиста Луиса Фортуньо, ранее министра экономического развития и торговли, а затем представителя Пуэрто-Рико в Конгрессе США. Новым президентом НДП был выбран Эктор Феррер Риос, лидер меньшинства в Палате представителей.

### 2010-е

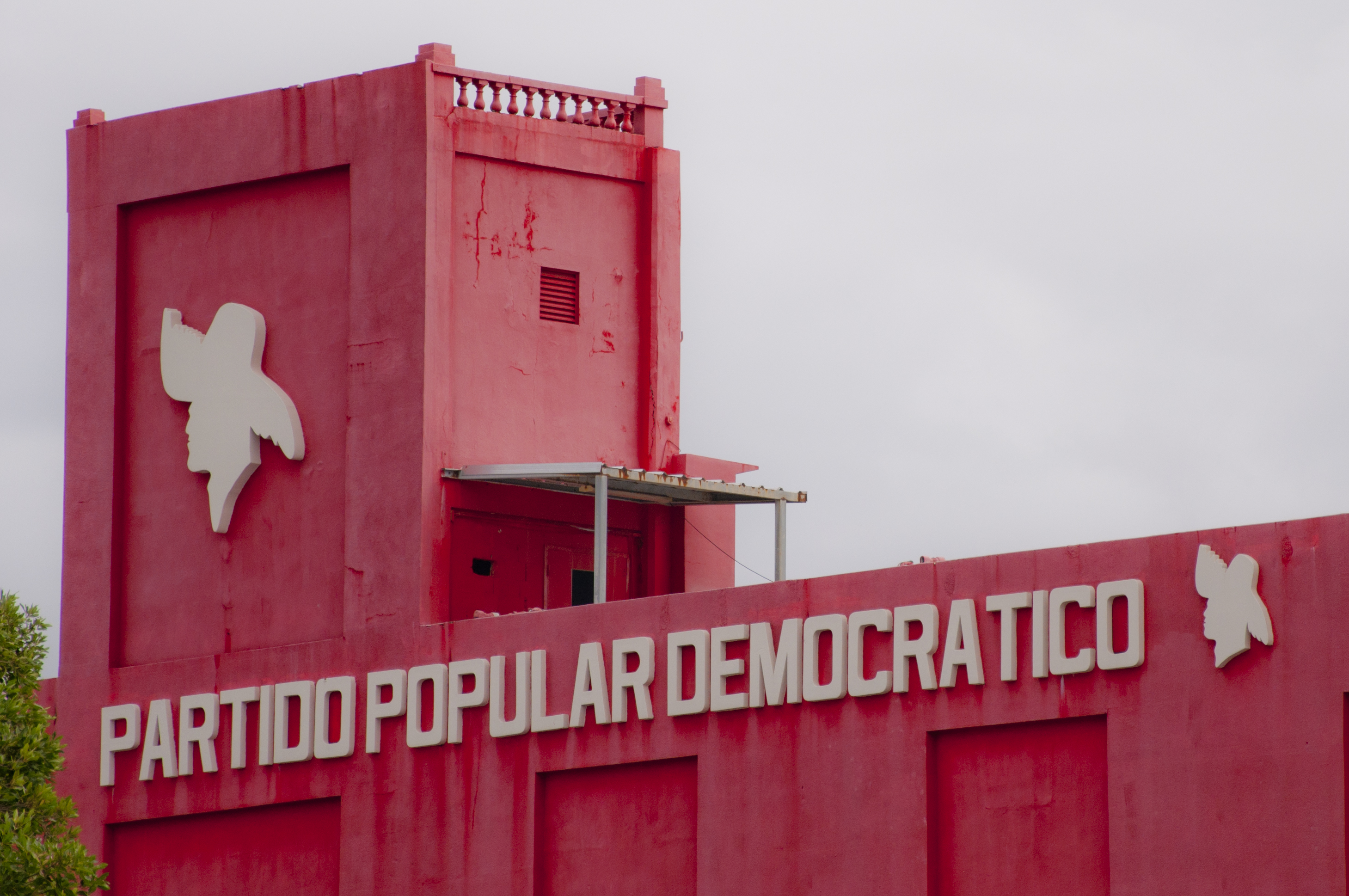
Офис партии в пригороде Сан-Хуана.

В 2011 году у Народно-демократической партии вновь сменился президент. Партию возглавил 40-летний Алехандро Гарсиа Падилья, ранее министр по делам потребителей, а затем сенатор. На выборах, состоявшихся 6 ноября 2012 года партия вновь стала правящей: Гарсиа Падилья был избран губернатором, набрав 47,73 %. Кроме того, НДП победила на выборах мэра Сан-Хуана с кандидатурой и Кармен «Юлин» Крус и взяли под свой контроль Палату представителей и Сенат Пуэрто-Рико.

## Идеология
Политическая платформа Народно-демократической партии основана на идеях автономии Пуэрто-Рико и сохранения статуса свободно ассоциированного государства, которое добровольно поддерживает отношения с федеральным правительством США в областях, представляющих взаимный интерес, таких, как национальная оборона. Народно-демократическая партия, выступая за сохранение статуса свободно ассоциированного с США государства, считает необходимым дальнейшее расширение автономии Пуэрто-Рико, в частности, за право местных властей самим контролироватьвнешние связи Содружества. Популары полагают необходимым не становиться очередным штатом американского Союза, а и дальше развивать Пуэрто-Рико как суверенную нацию. Так, пуэрториканцы гордятся тем, что имеют свою собственную олимпийскую команду и уникальную культурную самобытность. На своём съезде в 2007 года Народно-демократическая партия утвердила новую философию и набор идеалов для партии. Новая философия обязывает партию защищать политический статус острова, который основан на безвозвратном праве народа Пуэрто-Рико формировать суверенную страну.
Особенно важными и проблемными считаются система налогообложения и расширение прав и возможностей судов. В настоящее время федеральное правительство США имеет исключительные права устанавливать таможенные пошлины и заключать договоры с иностранными государствами. В правовой сфере решения Верховного суда Пуэрто-Рико могут быть отменены вышестоящими судами в Соединённых Штатах. Сторонники НДП недовольны этим, так как пуэрториканцы не могут голосовать на выборах президента США, который и назначает федеральных судей, а также лишены представительства в Сенате США, который утверждает судей, назначенных президентом. Кроме того, в Пуэрто-Рико судебные решения должны приниматься в соответствии с Конституцией и законами США.

## Структура
Во главе партии стоит Управляющий совет (англ. Junta de Gobierno), в которую входят действующие президент и вице-президент НДП (на данный момент это Давид Берньер Ривера и Бренда Лопес да Аррарас), бывшие президенты партии (в том числе действующий губернатор Алехандро Гарсия Падилья), президенты женской и молодёжной организаций партии, представители ассоциаций алькальдов, муниципальных президентов, муниципальных законодателей и государственных служащих, а также депутаты Законодательной ассамблеи и представители местных организаций.

## Партийные лидеры

### Президенты партии
- 1938–1972: Луис Муньос Марин
- 1972–1976: Рафаэль Эрнандес Колон
- 1976–1984: Мигуэль Эрнандес Агосто
- 1984–1992: Рафаэль Эрнандес Колон
- 1992–1994: Виктория Муньос Мендоса
- 1994–1997: Эктор Луис Асеведо
- 1997–1999: Анибаль Асеведо Вила
- 1999–2003: Сила Мария Кальдерон
- 2003–2008: Анибаль Асеведо Вила
- 2008–2011: Эктор Феррер Риос
- 2011–2016: Алехандро Гарсия Падилья
- 2016–по наст. время: Давид Берньер

### Кандидаты в губернаторы
Полужирным шрифтом выделены победители губернаторских выборов.
- 1948: Луис Муньос Марин
- 1952: Луис Муньос Марин
- 1956: Луис Муньос Марин
- 1960: Луис Муньос Марин
- 1964: Роберто Санчес Вилелья
- 1968: Луис Негрон Лопес
- 1972: Рафаэль Эрнандес Колон
- 1976: Рафаэль Эрнандес Колон
- 1980: Рафаэль Эрнандес Колон
- 1984: Рафаэль Эрнандес Колон
- 1988: Рафаэль Эрнандес Колон
- 1992: Виктория Муньос Мендоса
- 1996: Эктор Луис Асеведо
- 2000: Сила Мария Кальдерон
- 2004: Анибаль Асеведо Вила
- 2008: Анибаль Асеведо Вила
- 2012: Алехандро Гарсия Падилья
- 2016: Давид Берньер (баллотируется)

### Другие лидеры
- Эрнесто Рамос Антонини, президент Палаты представителей (1945—1963)
- Антонио Фернос-Исерн, комиссар-резидент (1946–1965)
- Фелиса Ринкон-де-Готье, мэр Сан-Хуан (1947–1969)
- Лионель Фернандес Мендес, сенатор (1949—1972)
- Хайме Бенитес, президент Университета Пуэрто-Рико (1966–1970) и комиссар-резидент (1973—1977)
- Теодоро Москосо, «архитектор» программы содействия мелкому и частному бизнесу (англ. Operation Bootstrap)
- Адольфо Л. Монсеррате Ансельми, член Палаты представителей и президент Коллегии фармацевтов Пуэрто-Рико
- Бенджамин Коул, мэр Маягуэса (1969—1993)
- Хосе Энрике Аррарас, лидер меньшинства в Палате представителей (1993—1997) и кандидат в мэры Сан-Хуана (1972 и 1976)
- Антонио «Тони» Фас Альсамора, сенатор с 1981 года, 12-й президент Сената (2001—2004)
- Северо Colberg Рамирес «Эль Латиго», 23-й спикер Палаты представителей (1982—1984)
- Хосе Апонте-де-ла-Торре, бывший вице-президент партии и мэр Каролины (1984–2007)
- Хосе Рональдо «Рони» Харабо, 24-й спикер Палаты представителей (1985—1993)
- Антонио Колорадо, 13-й госсекретарь Пуэрто-Рико (1990—1992) и комиссар-резидент (1992–1993)
- Селеста Бенитес, бывший министр образования и кандидат в комиссар-резиденты 1996 года
- Роберто Пратс, сенатор (2000—2004) и кандидат в комиссар-резиденты 2004 года
- Хосе Луис Далмау, лидер популаров в Сенате (2001–2012) и 22-й вице-президент Сената с 2013 года
- Анибаль Хосе Торрес, руководитель аппарата губернатора (2005—2009) и лидер большинства в Сенате с 2013 года
- Эктор Феррер, лидер меньшинства в Палате представителей (2005—2012), вице-президент партии (2008—2011)
- Хуан Эухенио Эрнандес Майораль, сенатор (2005—2013)
- Луис Вега Рамос, член Палаты представителей (2005—2013), руководитель фракции «Суверенитет»
- Альфредо Салазар, кандидат в комиссар-резиденты 2008 года
- Кармен «Юлин» Крус, президент женской организации НДП и мэр Сан-Хуана с 2013 года
- Чарли Эрнандес, спикер Палаты представителей с 2013 года
- Эдуардо Бхатия, 15-й президент Сената с 2013 года
- Хосе М. Давила Монсанто, сенатор
- Висенте Гейгель Поланко, член Законодательной ассамблеи